# Monaghan megye
Monaghan megye (írül: Contae Mhuineacháin) megye az Ír-sziget északi részében, Írországban, Észak-Írország déli határán, a valamikori Ulster tartomány azon kisebb részében, amely a sziget politikai kettéválásakor a független ír államhoz került. 

## Földrajz
A kis megyék közé tartozik, területe 1294 km². Lakossága 55 816 (2006-os adat). A megyeszékhely Monaghan. Más nagyobb városai: Carrickmacross, Castleblayney és Clones.
Neve az ír nyelvű, "kis dombok földje" jelentésű Muine Cheain névből ered. A dombocskákat, amelyre a név utal, a Würm-glaciális formálta ki.
Szomszédai: Északon Tyrone, keleten Armagh, nyugaton Fermanagh megyék (mind Észak-írország), délkeleten Louth, délen Meath és délnyugatra Cavan (mind Írország).

## Történelem
2003 márciusában a monaghani származású írek New York-i szövetsége (The New York Monaghan Association) úgy döntött, a Szent Patrik napi ünnepségeken ezúttal nem használják tradicionális zászlóikat. A zászlókon ugyanis Monaghan megye vázlatos térképe szerepelt, ez pedig körvonalaiban hasonlít Irak vázlatos térképére. Az Amerikai Egyesült Államok ebben a hónapban támadta meg Irakot. A szervezet gesztusa nagy feltűnést keltett a médiában.

## Települések
A városok vastag betűvel szedve:
- Ballinode, Ballybay
- Cabragh, Carrickmacross, Castleblayney, Clones
- Emyvale
- Inniskeen
- Glaslough
- Monaghan
- Newbliss
- Rockcorry
- Scotstown, Smithborough, Tydavnet, Truagh

## Személyek
Monaghan Patrick Kavanagh író és költő szülőhelye, aki sokat írt a megyéről.